# Bobby Rousseau

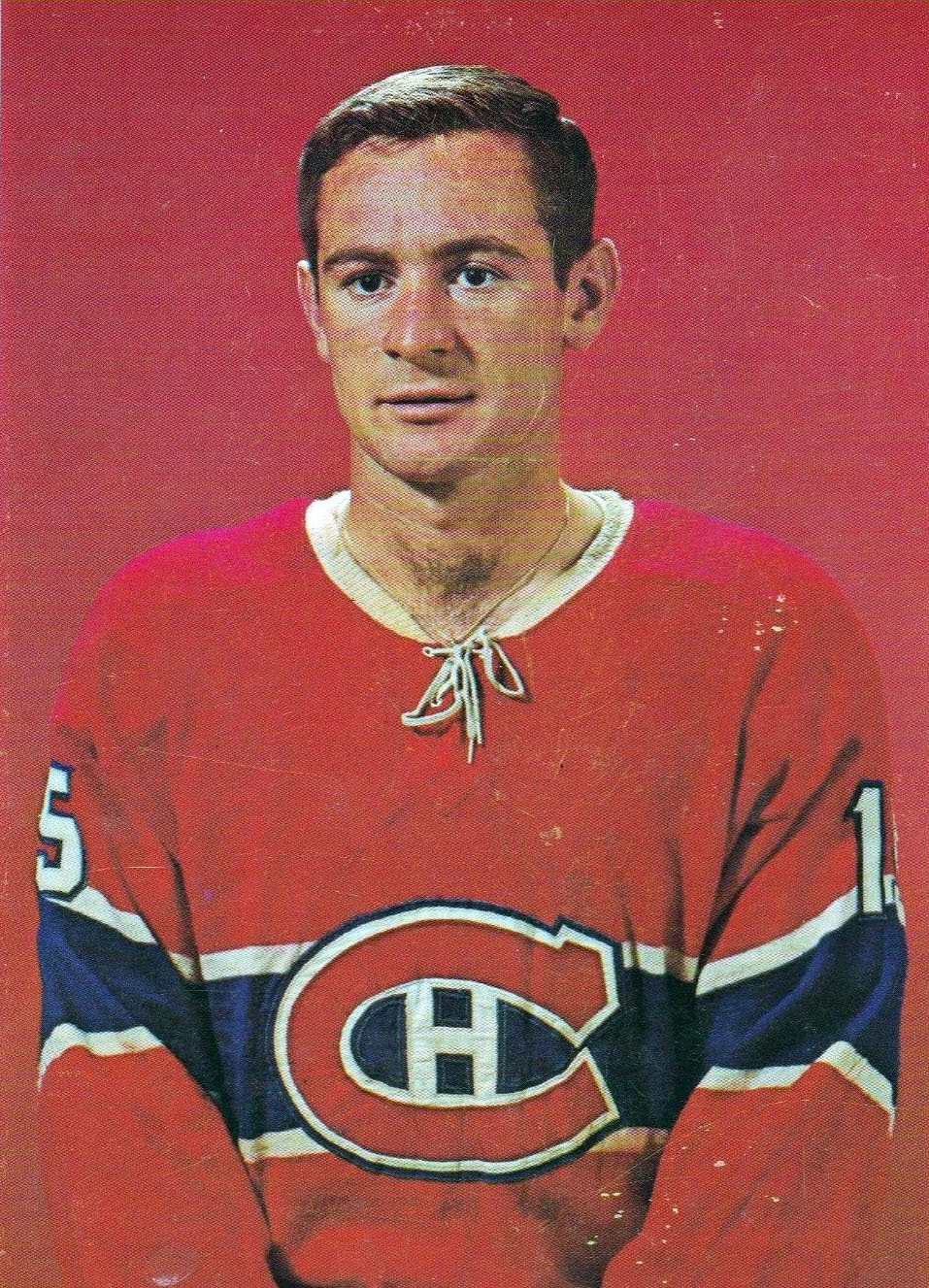
Bob Rousseau, Montreal Canadiens
Gedruckt auf Chex Cereal Boxes von 1963 bis 1965 pro [1] und [2]. Auf der Vorderseite oder Rückseite der Fotos werden keine Urheberrechtshinweise beachtet.

Joseph Jean-Paul Robert „Bobby“ Rousseau (* 26. Juli 1940 in Montreal, Québec) ist ein ehemaliger kanadischer Eishockeyspieler (Rechtsaußen), der von 1960 bis 1975 für die Canadiens de Montréal, Minnesota North Stars und New York Rangers in der National Hockey League spielte.

## Karriere
Rousseau spielte während seiner Juniorenzeit bei den Hull-Ottawa Canadiens in der Ontario Hockey Association und gewann an der Seite von Ralph Backstrom und J. C. Tremblay 1958 den Memorial Cup. Trainer des Teams war Scotty Bowman. Mit diesem Team machte er auch seine ersten Erfahrungen im Seniorenbereich. Bei den Olympischen Spielen 1960 in Squaw Valley spielte er für die kanadische Nationalmannschaft zusammen mit Harry Sinden und gewann für sein Land die Silbermedaille.
In der Saison 1960/61 kam er zu seinem NHL-Debüt für die Canadiens de Montréal. Nachdem er 15 Spiele bestritten hatte, ging Rousseau auch in die Saison 1961/62 als Rookie. Hier wurde er aufgrund seiner 21 Tore mit der Calder Memorial Trophy als bester Rookie ausgezeichnet. Wichtiger für die Canadiens war jedoch die Vielseitigkeit, die Trainer Toe Blake die Möglichkeit gab, ihn sowohl in Überzahl wie in Unterzahl einzusetzen. In der Saison 1965/66 erreichte er eine Bestmarke von 78 Punkten und war bester Scorer seines Teams. In der NHL teilte er sich mit Stan Mikita den zweiten Platz in der Scorerwertung hinter Chicagos Bobby Hull. Viermal gewann er mit den Canadiens in der zweiten Hälfte der 1960er Jahre den Stanley Cup.
1970 bauten die Canadiens ihr Team um und verpflichteten Claude Larose aus Minnesota. Im Gegenzug wechselte Rousseau zu den Minnesota North Stars. Kurz nach dem Ende einer schwachen Saison gab man ihn an die New York Rangers weiter. Dort konnte er an alte Stärke anknüpfen. Mit den Rangers erreichte er im ersten Jahr die Finalserie um den Stanley Cup. Mit einem späten Tor im fünften Spiel hielt er die Serie offen und erzwang ein weiteres Spiel, in dem man den Boston Bruins unterlag. Nach acht Spielen in der Saison 1974/75 beendete er seine Karriere.
Seine älteren Brüder Roland und Guy hatten ebenfalls zwei beziehungsweise vier Spiele für die Canadiens in der NHL bestritten.

## Sportliche Erfolge
- Memorial Cup: 1958
- Stanley Cup: 1965, 1966, 1968 und 1969

### Persönliche Auszeichnungen
- EPHL Second All-Star Team: 1961
- Calder Memorial Trophy: 1962
- NHL Second All-Star Team: 1966
- Teilnahme am NHL All-Star Game: 1965, 1967 und 1969